# Canton de Saint-Thégonnec
Le canton de Saint-Thégonnec était une division administrative française, située dans le département du Finistère et la région Bretagne,  il fut supprimé en 2015 après le redécoupage.

## Composition
Le canton de Saint-Thégonnec regroupait les communes suivantes :
| Nom                         | Code Insee | Codepostal | Superficie (km2) | Population (dernière pop. légale) | Densité (hab./km2) |
| --------------------------- | ---------- | ---------- | ---------------- | --------------------------------- | ------------------ |
| Saint-Thégonnec (chef-lieu) | 29266      |            | 41,76            | 2 618 (2012)                      | 63                 |
| Le Cloître-Saint-Thégonnec  | 29034      | 29410      | 28,48            | 669 (2012)                        | 23                 |
| Loc-Eguiner-Saint-Thégonnec | 29127      |            | 8,02             | 331 (2012)                        | 41                 |
| Pleyber-Christ              | 29163      | 29410      | 45,47            | 3 083 (2012)                      | 68                 |
| Plounéour-Ménez             | 29202      | 29410      | 51,74            | 1 300 (2012)                      | 25                 |

## Histoire
- De 1833 à 1842, les cantons de Saint-Thégonnec  et de Taulé avaient le même conseiller général. Le nombre de conseillers généraux était limité à trente par département.

### Conseillers généraux de 1833 à 2015
| Période         | Période           | Identité                                        | Étiquette                     | Qualité |
| --------------- | ----------------- | ----------------------------------------------- | ----------------------------- | --- |
| 1833            | 1848              | Jean-Marie Étienne Barazer de Lannurien         |                               | Avocat à Morlaix |
| 1848            | 1861              | Bernard Breton (1788-1864)                      |                               | Cultivateur à Luzec, Saint-Thégonnec |
| 1861            | 1871 (décès)      | Marquis Jonathas Barbier de Lescoët (1819-1871) |                               | Châtelain de Lesquiffiou à Pleyber-Christ                                                                                                |
| 1871            | 1880 (décès)      | Jean-Louis Quéinnec (1838-1879)                 | Droite                        | Commerçant et entrepreneur à Saint-Thégonnec                                                                                             |
| 1880            | 1883 (démission)  | Marie Aristide Andrieux                         |                               | Manufacturier à Pleyber-Christ |
| 1883            | 1886              | François Quéinnec (1813-1888)                   | Réact                         | Notaire à Landivisiau Maire de Landivisiau (1884-1888)                                                                                   |
| 1886            | 1891 (décès)      | Hervé Pouliquen                                 | Républicain                   | Cultivateur à Plounéour-Ménez |
| 1891            | 1904              | Jean-François Cam                               | Prog.                         | Propriétaire à Saint-Thégonnec |
| 1904            | 1910              | Jean-Louis Quéinnec                             | Prog.                         | Vice-Président de la société hippique de Saint-Thégonnec                                                                                 |
| 1910            | 1914 (décès)      | Émile Cloarec                                   | Rép.G                         | Avocat à Morlaix, maire de Ploujean (élu en 1892) Député (1901-1914)                                                                     |
| 1914            | 1919              | siège vacant                                    |                               | |
| 1919            | 1927 (décès)      | Yves-Marie Le Jeune (1850-1927)                 | Rad.                          | Commandant, maire de Pleyber-Christ |
| 1927            | 1928              | François Pouliquen                              | Rad-soc                       | Maire de Plounéour-Ménez |
| 1928            | 1929 (annulation) | Joseph Pierre François Guégot de Traoulen       | URD                           | Avocat, maire de Morlaix (1932-1935) |
| 1929            | 1934              | Jean-Pierre Mallégol (1869-1944)                | Rép.G                         | Agriculteur Maire de Saint-Thégonnec (1904-1912, 1925-1944)                                                                              |
| 1934            | 1940              | Michel Monnier                                  | URD                           | Eleveur à Morlaix, Président de la société hippique du Finistère, nommé conseiller départemental en 1943                                 |
|                 |                   |                                                 |                               | |
| 1945            | 1964 (décès)      | François Coat                                   | Rad-soc→DVG                   | Directeur de coopérative agricole Maire de Pleyber-Christ                                                                                |
| 18 octobre 1964 | 1979              | Louis Guillou                                   | MRP puis CD puis CDP puis UDF | Exploitant agricole Maire de Saint-Thégonnec (1965-1983) Député (1946-1951) Sénateur (1962-1971)                                         |
| 1979            | 1992              | Joseph Le Mer                                   | DVD                           | Industriel Maire de Saint-Thégonnec |
| 1992            | 2011              | Yvon Abiven                                     | DVG                           | Enseignant Maire de Saint-Thégonnec Suppléant de Marylise Lebranchu, Député (1997-2002) Vice-président du Conseil général                |
| 2011            | 2015              | Solange Creignou                                | PS                            | Responsable d'un bureau de poste 1re Adjointe au maire de Saint-Thégonnec, puis Maire depuis 2014 Elue en 2015 dans le Canton de Morlaix |

### Conseillers d'arrondissement (de 1833 à 1940)
| Période                                  | Période | Identité                         | Étiquette   | Qualité |
| ---------------------------------------- | ------- | -------------------------------- | ----------- | --- |
| 1833                                     | 1845    | Claude Le Joncour (1790-1853)    |             | Juge de paix, propriétaire, maire de Pleyber-Christ                                                         |
| 1845                                     | 1848    | Jean-Baptiste Caroff (1796-1864) |             | Propriétaire à Saint-Thégonnec                                                                              |
|                                          |         |                                  |             | |
| 1871                                     |         | M. Le Breton                     |             | Propriétaire à Saint-Thégonnec                                                                              |
|                                          |         |                                  |             | |
| 1889                                     | 1907    | Alain Léon (1846-1926)           | Républicain | Propriétaire à Plounéour-Ménez                                                                              |
| 1907                                     | 1919    | Bernard Coat                     | Radical     | Propriétaire-agriculteur à Pleyber-Christ                                                                   |
| 1919                                     | 1931    | Louis Paugam                     | Radical     | Adjoint au maire de Loc-Eguiner                                                                             |
| 1931                                     | 1940    | Yves Mingam                      | URD         | Propriétaire à Pleyber-Christ                                                                               |
| 1940                                     |         |                                  |             | Les conseils d'arrondissement ont été suspendus par la loi du 12 octobre 1940 et n'ont jamais été réactivés |
| Les données manquantes sont à compléter. |         |                                  |             | |

## Démographie
| 1962  | 1968  | 1975  | 1982  | 1990  | 1999  | 2006  | 2011  | 2012  |
| ----- | ----- | ----- | ----- | ----- | ----- | ----- | ----- | ----- |
| 6 899 | 6 657 | 6 603 | 7 049 | 6 952 | 7 127 | 7 678 | 7 983 | 8 001 |